# Spaltenbarsche
Die Spalten- oder Höhlenbarsche (Dinopercidae) sind eine kleine, nur aus zwei Arten bestehende Familie der Barschverwandten (Percomorpha), die im südöstlichen Atlantik und im westlichen Indischen Ozean vorkommt.

## Merkmale
Spaltenbarsche werden 30 bis 75 cm lang. Sie sind relativ hochrückig mit einem ovalen, seitlich abgeflachten Körper, der mit kleinen Kammschuppen bedeckt ist. Die Rückenflosse wird von 9 bis 11 Hart- und 18 bis 20 Weichstrahlen gestützt. Die Afterflosse hat 3 Hart- und 12 bis 14 Weichstrahlen. Der weichstrahlige Abschnitt der Rückenflosse und die Afterflosse sitzen relativ weit hinten. Die Schwanzflosse schließt gerade ab. Sie hat 15 Flossenstrahlen. Die Brustflossen sind meist größer als die Bauchflossen. Der Unterkiefer steht hervor. Die Supramaxillare, ein Knochen des Oberkiefers, ist besonders groß. Die Kiefer und der Gaumen sind mit mehreren Reihen kleiner Zähne besetzt. Das Stirnbein hat einen mittigen Kamm. Der Vorkiemendeckel (Preoperculum) ist gesägt, der Kiemendeckel trägt zwei Stacheln. Es gibt 7 Kiemenreusenstrahlen und 10 Rumpf- und 16 Schwanzwirbel. Drei Paare von Muskeln sind mit der großen Schwimmblase verbunden.

## Systematik
Beide Arten der Spaltenbarsche wurden ursprünglich in die Familie der Sägebarsche (Serranidae) gestellt. Im Jahr 1986 führten die Ichthyologen Phil Heemstra und Thomas Hecht die Familie Dinopercidae für die Fische ein. Ihre Stellung innerhalb der Gruppe der Barschverwandten war einige Zeit ungeklärt, aufgrund molekularbiologischer Untersuchungen werden sie seit 2021/22 in die Ordnung der Doktorfischartigen gestellt.

## Arten
- Centrarchops chapini Fowler, 1923; wird 30 Zentimeter lang, lebt küstennah im südöstlichen Atlantik, vor der Küste Angolas und an der Mündung des Kongo.
- Dinoperca petersi (Day, 1875); 75 Zentimeter lang, lebt im westlichen Indischen Ozean vor den Küsten Pakistans, des südlichen Oman, Kenias, Mosambiks und Südafrikas.